# کارلی تلفورد
کارلی تلفورد (انگلیسی: Carly Telford؛ زادهٔ ۷ ژوئیهٔ ۱۹۸۷) بازیکن فوتبال اهل بریتانیا است.
از باشگاه‌هایی که در آن بازی کرده‌است می‌توان به باشگاه فوتبال لیدز یونایتد، باشگاه فوتبال چلسی، و باشگاه فوتبال زنان چلسی اشاره کرد.
وی همچنین در تیم‌های ملی فوتبال زیر 23 سال زنان انگلیس و زنان انگلستان بازی کرده‌است.